# Stortapetserarbi
Stortapetserarbi (Megachile lagopoda) är en biart i insektsordningen steklar som tillhör familjen tapetserarbin.

## Beskrivning
Stortapetserarbiet är ett stort bi med en kroppslängd på 14 till 17 millimeter, och en kraftig, svart kropp med brungul till mörkbrun behåring, samt på tergiternas (ovansidans bakkroppssegment) bakkanter täta, blekgula hårremmar, som ger bakkroppen ett randigt utseende. Som alla buksamlarbin har honan en tät pollenborste på buken, framtill orangeröd och mot bakkroppsspetsen svart. Hanens kropp ger ett kortare och kompaktare intryck än honans, men det finns också andra utseendemässiga skillnader mellan hanen och honan, varav de mest märkbara är att hanen har en längre, gul- till gråbrun päls än honan, och gulvita, påtagligt breda framfötter (artnamnet lagopoda betyder "harfot" – auktorn Linné tyckte fötterna såg ut som harfötter). De stora fötterna används för att hålla honan stilla under parningen.

## Utbredning
Detta bi finns i Europa (med undantag av Brittiska öarna) österut till Kaukasus och genom delar av Centralasien bort till Japan, samt i Nordafrika.
I Sverige förekom arten tidigare från Skåne över Bohuslän till Gästrikland samt på Öland och Gotland. Den gick emellertid tillbaka sedan 1950-talet och fanns vid millennieskiftet endast i östra Skåne, på Öland och Gotland och betraktades då som sårbar ("VU"). Nedgången var mycket kraftig; 2010 års svenska population beräknades vara endast 5% av populationen på 1950-talet. Efter 2010 har arten emellertid visat en viss återhämtning, och har återkommit (eller återupptäckts) till delar av norra Skåne, den skånska västkusten, Östergötland, delar av Västmanland (Västeråstrakten) och troligtvis även östra Småland. Rödlistningen ändrades därför 2015 till nära hotad, en klassificering den har behållit 2020.
I Finland finns arten längs sydkusten med undantag för Åland. Ungefärlig nordgräns går vid landskapen Birkaland, Päijänne-Tavastland och Södra Savolax.
Främsta hotet är det moderna, storskaliga jordbruket, och då främst åtgärder som minskar pollenkällor som övergödning, för tidig slåtter av områden (vägkanter) med väddklint samt överbetning.

## Ekologi
Stortapetserarbiet är ett värmeälskande bi som gärna vill ha habitat med någon form av markstörning, som militära övningsfält, vägkanter och ruderatområden ("skräpmark"). Det samlar pollen främst från tistlar med stora blommor och växter i klintsläktet, i synnerhet väddklint.
Hanarna hävdar revir och kan köra bort besökare från "sina" blommor.

### Fortplantning
Arten är ett solitärt bi, det vill säga att det inte bildar samhällen. För sitt bobygge föredrar arten soliga och sandiga sluttningar som sand- och grustäkter, eroderade branter eller vägslänter, där honan anlägger boet under stenar eller i något existerande eller grävt hålrum i marken. Boet kläs invändigt av honan med små bladbitar som hon skär ut ur olika växter. Kleptoparasitiska bin som snyltar på matförrådet i stortapetserarbiets bon är storkägelbi (Coelioxys conoidea) och thomsonkägelbi (Coelioxys obtusispina).